# Jenny Slate
Jennifer Sarah "Jenny" Slate (født 25. marts 1982) er en amerikansk skuespiller og komiker.